# Vysočany (Nový Bydžov)
Vysočany (německy Wissotschan, katastrální území Vysočany u Nového Bydžova) jsou vesnicí nacházející se asi jeden kilometr jižně od města Nový Bydžov v okrese Hradec Králové. Vysočany jsou od roku 1980 místní částí města Nový Bydžov.
Jméno obce je odvozeno z toho, že Vysočany byly založeny na poměrně výrazném kopečku. Datum založení není známo, první písemná zmínka o této obci pochází z roku 1364. Zástavba vsi je od roku 2004 chráněna v rámci vesnické památkové zóny.
V obci stojí kostel svaté Markéty s dřevěnou zvonicí. Oba objekty jsou památkově chráněny.

## Menhiry
V srpnu 2019 byl na okraji obce na návrší postaveny dva menhiry. Pochází z lomu Královec na Trutnovsku, oba balvany tvoří vyvřelá extruzivní hornina ryolit (křemičitý porfyr). Jsou z jedné třetiny zakopány do země. Větší menhir má výšku 2,5 m nad zemí , nižší ční do výše 2,12 m nad zemí.

### Kontroverze
Kontroverzi vzbudilo zejména to, že projekt nákupu a vztyčení menhirů byl zaplacen z veřejných peněz, protože příslušná úřednice věří, že vyzařují pozitivní energii. Na obranu projektu a protiargumenty, proč z veřejných peněz nebyla raději vybudována cyklostezka nebo opraveno dětské hřiště, odpověděl starosta Nového Bydžova Pavel Louda slovy: "Zjistil jsem, že to skutečně nabudí a pomáhá, nedívám se na to jako na úplnou pitomost. V takové chvíli vám přijde chodník nebo hřiště, které rozbijí za dva týdny Romové, jako blbost." 